# Ruth Ozeki

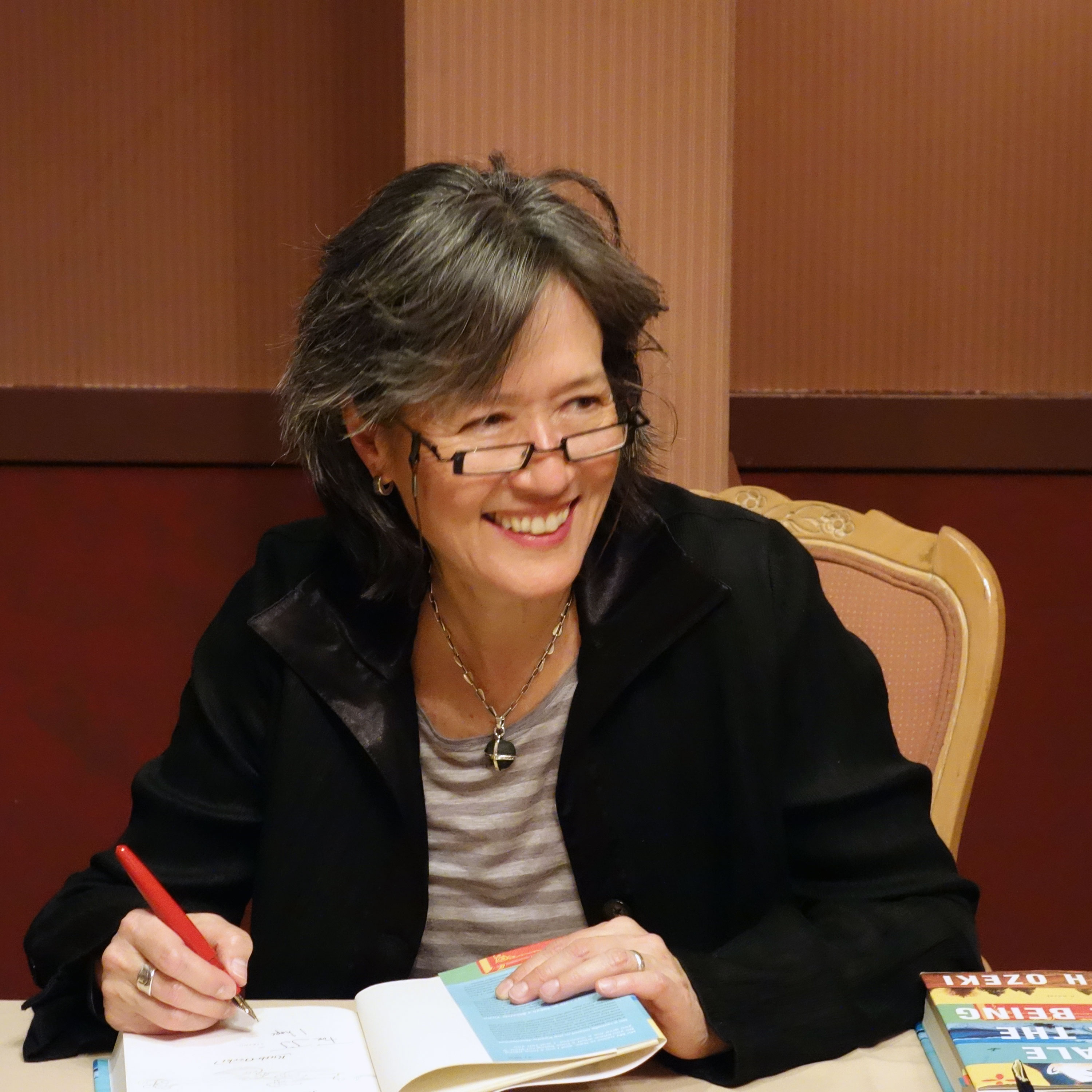
Ruth Ozeki (2013)

Ruth Ozeki (geboren 12. März 1956 in New Haven (Connecticut)) ist eine amerikanisch-kanadische Autorin, Filmemacherin und Zen-Priesterin. Ihre Romane wurden in mehr als dreißig Sprachen übersetzt.

## Leben
Ruth Ozeki ist die Tochter des Maya-Forschers Floyd Lounsbury und der Japanerin Masako Yokoyama Lounsbury, Linguistik-Professorin an der Yale-Universität in New Haven. Sie studierte Englisch und Asian Studies am Smith College und mit einem Stipendium der japanischen Regierung Japanische Literatur an der Nara Joshi Daigaku in Nara. In Japan jobbte sie und arbeitete auch als Sprachlehrerin an der Sangyō-Universität Kyōto. 1985 kehrte sie nach New York City zurück und arbeitete als Artdirector in der Filmbranche und für das Fernsehen. Mittlerweile ist Ozeki Professorin für Geisteswissenschaften in der Abteilung für englische Sprache und Literatur am Smith College in Northampton, Massachusetts, wo sie kreatives Schreiben lehrt.
In ihren Büchern und Filmen, darunter die Romane My Year of Meats (1998), All Over Creation (2003) und A Tale for the Time Being (2013), verbindet sie persönliche Erzählungen mit Themen aus Politik, Geschichte, Umweltpolitik, Religion, Krieg und globale Populärkultur.
Ihr Film Body of Correspondence (1994) erhielt eine Auszeichnung beim San Francisco Film Festival und wurde vom PBS gezeigt. Auch ihr Film Halving the Bones (1995) wurde bei verschiedenen Film-Festivals, so dem Sundance Film Festival, dem World Film Festival in Montreal und beim Margaret Mead Film Festival, gezeigt.
Ruth Ozeki studierte Zen-Buddhismus bei Zoketsu Norman Fischer und erhielt 2010 ihre Ordination als Zen-Priesterin.
Für ihren vierten Roman, The Book of Form and Emptiness, wurde Ozeki 2022 mit dem Women’s Prize for Fiction ausgezeichnet.
Mit Oliver Kellhammer hat sie einen Wohnsitz auf dem Lande in British Columbia. Für das Schreiben sucht sie die kreative Ruhe eines Platzes wie Hedgebrook, einer Schreibwerkstatt von Frauen auf der Whidbey Island im Bundesstaat Washington.

## Werke (Auswahl)
- My Year of Meats. Penguin, 1998 ISBN 978-0-14-028046-3
  - Beef. Übersetzung Ursula Wulfekamp. Fretz und Wasmuth, Bern 1998, ISBN 3-502-11925-2
- All Over Creation. Picador, 2003, ISBN 0-330-49028-1.
- A Tale for the Time Being. Roman. Canongate Books, 2013.
  - Geschichte für einen Augenblick. Übersetzung Tobias Schnettler. S. Fischer, 2014, ISBN 978-3-10-055220-4.
- The Book of Form and Emptiness. Canongate, Edinburgh 2021, ISBN 978-1-83885-523-9.
  - Die leise Last der Dinge. Übersetzung von Andrea von Struve und Petra Post, Eisele Verlag, München 2022. ISBN 978-3-961-61143-0.

## Filmproduktionen (Auswahl)
- Body of Correspondence. 1994
- Halving the Bones. 1995